# Sultan Qaboos Sports Complex
Het Sultan Qaboos Sports Complex (Arabisch: مجمع السلطان قابوس الرياضي) plaatselijk ook bekend als Boshar (Arabisch: بوشر) is een stadion in Masqat, Oman. Het wordt meestal gebruikt voor voetbalwedstrijden, maar kan ook worden gebruikt voor atletiekwedstrijden. Oorspronkelijk konden er 40.000 toeschouwers in het stadion. Na de renovatie konden er 34.000 toeschouwers in.
Het stadion is de thuisbasis voor het nationale voetbalelftal.

## Golf Cup of Nations 2009
In 2009 was dit stadion een van de gaststadions van het toernooi om de Golf Cup of Nations. Er werden wedstrijden in de groepsfase gespeeld alsook de halve finale en finale. In de finale won het thuisland, Oman, na strafschoppen van Saoedi-Arabië. 
| № | Datum           | Wedstrijd               | Uitslag | Golf Cup of Nations 2009 |
| - | --------------- | ----------------------- | ------- | ------------------------ |
| 1 | 4 januari 2009  | Oman – Koeweit          | 0 – 0   | Groepsfase               |
| 2 | 4 januari 2009  | Bahrein – Irak          | 3 – 1   | Groepsfase               |
| 3 | 7 januari 2009  | Irak – Oman             | 0 – 4   | Groepsfase               |
| 4 | 7 januari 2009  | Bahrein – Koeweit       | 0 – 1   | Groepsfase               |
| 5 | 10 januari 2009 | Oman – Bahrein          | 2 – 0   | Groepsfase               |
| 6 | 11 januari 2009 | V.A.E. – Saoedi-Arabië  | 0 – 3   | Groepsfase               |
| 7 | 14 januari 2009 | Oman – Qatar            | 1 – 0   | Halve finale             |
| 8 | 14 januari 2009 | Koeweit – Saoedi-Arabië | 0 – 1   | Halve finale             |
| 9 | 17 januari 2009 | Oman – Saoedi-Arabië    | 0 – 0   | Finale                   |